# Santenay (Loir-et-Cher)
Santenay település Franciaországban, Loir-et-Cher megyében. Lakosainak száma 293 fő (2022. január 1.). Santenay Dame-Marie-les-Bois, Françay, Herbault, Mesland, Saint-Étienne-des-Guérets, Valloire-sur-Cisse, Veuzain-sur-Loire és Valencisse községekkel határos.

## Népesség
A település népessége az elmúlt években az alábbi módon változott:
| Lakosok száma | 360  | 262  | 229  | 264  | 295  | 297  | 290  | 288  | 289  | 293  |
|               | 1968 | 1982 | 1990 | 2006 | 2013 | 2015 | 2017 | 2019 | 2020 | 2022 |